# Boucé (Allier)
Boucé (okzitanisch Bocèc) ist eine französische Gemeinde mit 499 Einwohnern (Stand: 1. Januar 2022) im Département Allier in der Region Auvergne-Rhône-Alpes. Sie gehört zum Arrondissement Vichy und zum Kanton Saint-Pourçain-sur-Sioule. Die Einwohner werden Boucéens genannt.

## Geografie
Die Gemeinde Boucé liegt etwa 18 Kilometer nordnordöstlich von Vichy. Das Gemeindegebiet wird vom Flüsschen Valençon und seinen Zuflüssen durchquert. Umgeben wird Boucé von den Nachbargemeinden Montoldre im Westen und Norden, Treteau im Norden und Nordosten, Cindré im Osten, Montaigu-le-Blin und Saint-Gérand-le-Puy im Süden, Langy im Südwesten sowie Rongères im Südwesten und Westen.

## Bevölkerungsentwicklung
| Jahr                       | 1962 | 1968 | 1975 | 1982 | 1990 | 1999 | 2006 | 2013 | 2022 |
| Einwohner                  | 686  | 648  | 600  | 575  | 532  | 512  | 546  | 523  | 499  |
| Quellen: Cassini und INSEE |      |      |      |      |      |      |      |      |      |

## Sehenswürdigkeiten

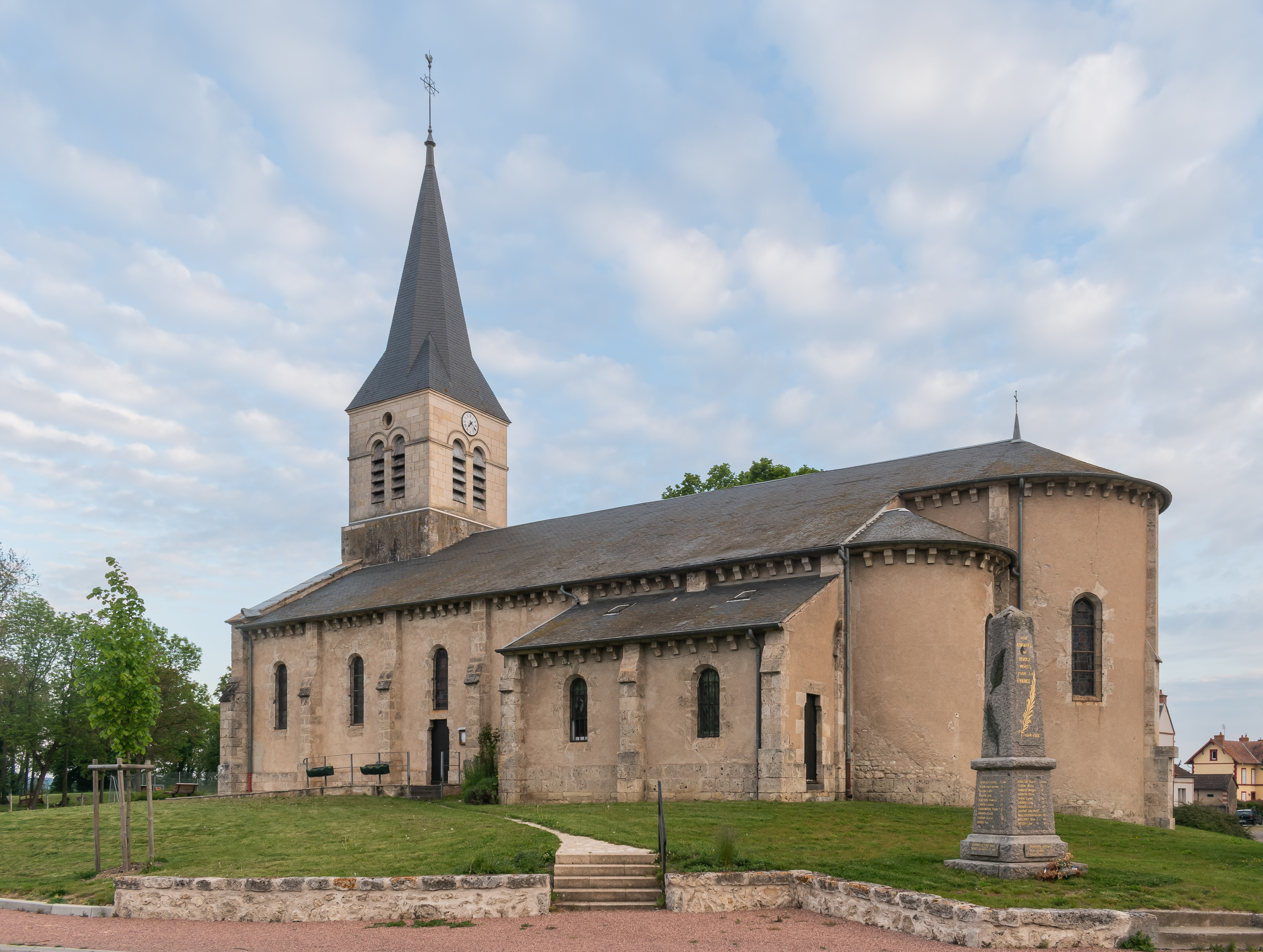
Kirche Notre-Dame und Gefallenendenkmal (rechts)

- Kirche Notre-Dame